# Quebra
 (décembre 2022).
Si vous disposez d'ouvrages ou d'articles de référence ou si vous connaissez des sites web de qualité traitant du thème abordé ici, merci de compléter l'article en donnant les références utiles à sa vérifiabilité et en les liant à la section « Notes et références ».
La Quebra (cassure, en portugais), est une technique de capoeira qui, comme son nom l'indique, consiste à "casser" le mouvement de son adversaire avec le genou.
Exemples d'application :
- Si l'adversaire tente de faire tomber en plaçant son pied entre les jambes pour faire une rasteira, on plie alors le genou de la jambe visée pour appuyer avec sur son mollet, de manière à l'[Quoi ?]écraser contre le sol[pas clair].
- Si l'adversaire frappe la jambe avec un martelo baixo, on pivote la jambe en pliant le genou afin d'absorber le choc.